# Myrophis
Myrophis – rodzaj ryb promieniopłetwych z podrodziny Myrophinae w obrębie rodziny żmijakowatych (Ophichthidae).

## Rozmieszczenie geograficzne
Do rodzaju należą gatunki występujące w wodach Oceanu Atlantyckiego, Oceanu Indyjskiego i Oceanu Spokojnego oraz Morza Czerwonego.

## Morfologia
Długość ciała do 47 cm; brak danych dotyczących masy ciała.

## Systematyka
Rodzaj zdefiniował w 1852 roku holenderski ichtiolog Christian Frederik Lütken w artykule poświęconym opisowi położenia nozdrzy w rodzajach rodziny węgorzowatych zgrupowanych w rodzaju Ophisurus, opublikowanym w czasopiśmie Videnskabelige meddelelser fra den Naturhistoriske forening i Kjöbenhavn. Gatunkiem typowym jest (oznaczenie monotypowe) M. punctatus.

### Etymologia
- Myrophis: gr. mυros muros ‘gatunek węgorza morskiego’; οφις ophis, οφεως opheōs ‘wąż’[7].
- Holopterura: gr. ὁλος holos ‘cały, kompletny’[8]; πτερον pteron ‘płetwa’[9]; ουρα oura ‘ogon’[10]. Gatunek typowy (oznaczenie monotypowe): Holopterura plumbea Cope, 1871.
- Leptoconger: gr. λεπτος leptos ‘delikatny, drobny’[11]; łac. conger ‘gatunek węgorza morskiego’[12]. Gatunek typowy (oznaczenie monotypowe): Neoconger perlongus Poey, 1875 (= Myrophis punctatus Lütken, 1852).
- Hesperomyrus: gr. ἑσπερος hesperos ‘zachodni’[13]; mυros muros ‘gatunek węgorza morskiego’[14]. Gatunek typowy (oznaczenie monotypowe): Hesperomyrus fryi Myers & Storey, 1939 (= Myrophis vafer Jordan & Gilbert, 1883).

### Podział systematyczny
Do rodzaju należą następujące gatunki:
- Myrophis anterodorsalis McCosker, Böhlke & Böhlke, 1989
- Myrophis lepturus Kotthaus, 1968
- Myrophis microchir (Bleeker, 1864)
- Myrophis platyrhynchus Breder, 1927
- Myrophis plumbeus (Cope, 1871)
- Myrophis punctatus Lütken, 1852
- Myrophis vafer Jordan & Gilbert, 1883